# Falken (1652)
Falken var ett svenskt örlogsfartyg om 46 kanoner. 